# Салтыков, Михаил Михайлович (окольничий)
Михаи́л Миха́йлович Салтыко́в (ум. 1608) — русский военный и государственный деятель из рода Салтыковых, дворянин московский и воевода, затем окольничий, младший из двух сыновей Михаила Игнатьевича Салтыкова, свояк Фёдора Никитича Романова.

## Биография
В 1577 году Михаил Михайлович Салтыков упоминается в свите царевича Ивана Ивановича рындой «з другим саадаком» во время царского похода «в немецкую землю». В 1579 году упоминается среди «голов с сотнями» в царском полку во время похода на Ливонию. Осенью 1580 году М. М. Салтыков был отправлен на воеводство во Ржев.
В апреле 1582 года Михаил Михайлович Салтыков был послан первым воеводой сторожевого полка в Михайлов. В 1587 году — второй воевода сторожевого полка в Коломне. Тогда же местничал с воеводой из большого полка Никитой Ивановичем Очином-Плещеевым и воеводой из полка левой руки князем Василием Дмитриевичем Хилковым. Будучи в 1588 году «в сходе по вестем» из Белёва в большом полку, заместничал со вторым воеводой этого же полка князем Фёдором Ивановичем Хворостининым. М. М. Салтыков был заменен воеводой князем Ф. Друцким.
В 1591 года — второй воевода большого полка в Тесове. «А по вестям, только придут немецкие люди на наугородцкие или на ореховские, или на ладожские, или на капорские, или на ямские, или на иные на которые места, или к городом, и боярину и воеводе князю Василью Федоровичю Шуйскому да воеводе князю Данилу Ондреевичу Нохтеву велено отпущати из Новагорода под люди… в передовом полку Михаила Салтыкова».
В январе 1592 года «по государеву цареву… указу …велено…из Новагорода отпустить в Ывангород…в болшом полку… Михайла Михайловича Салтыкова». В 1592—1593 годах — воевода в Гдове. В 1594 году был назначен первым воеводой в Рязань.
В апреле 1596 года Михаил Михайлович Салтыков был отправлен в Коломну третьим воеводой сторожевого полка. Тогда же местничал с воеводой из полка правой руки князем Иваном Васильевичем Сицким. «И от государя Федора Ивановича всея Русии писано…на Коломну к воеводе Михайлу Михайловичу сыну Салтыкову…многижды с великою опалою и смертною казнью, а велено ему списки (подчиненных ему по должности детей боярских) взяти и быти на службе по росписи».
В мае 1597 года Михаил Михайлович Салтыков был послан в Тулу вместо заболевшего князя Василия Ивановича Буйносова-Ростовского с жалованьем «детем боярским, которые дети боярские на государеве службе на берегу». Тогда же заместничал с князем Фёдором Ивановичем Хворостининым, повезшим жалованье в Серпухов. В ноябре того же года был отправлен на воеводство в Брянск, откуда в мае следующего года был переведен в Серпухов.
В 1598 году после смерти царя Фёдора Иоанновича и воцарения Бориса Годунова Михаил Михайлович Салтыков получил чин окольничего. Постоянно служил в Москве и пользовался расположением нового царя. В конце 1598 года предпринял неудачную попытку пересмотра местнического спора с князем Иваном Васильевичем Сицким в свою пользу. Часто присутствовал на званых царских обедах, участвовал в переговорах и приёмах иностранных послов.
В 1599—1604 годах окольничий Михаил Михайлович Салтыков неизменно возглавлял важное финансовое и административное ведомство — Новгородскую четь. В августе 1601 года проводил генеральное верстание новиков в Новгороде, Пскове, Великих Луках и их уездах. М. М. Салтыков получил строгий приказ не наделять поместной землей «поповых и мужичьих детей и холопей боярских и слуг монастырских…».
В 1603 году Михаил Михайлович Салтыков числился разрядами в объездчиках «на Москве…на Покровской улице и в слободах в Борашской и в Казенной, и в Воронцове, и во всех слободах по всем улицам и по переулкам до Яузы и зо Яузой в деревянном городе по всем же улицам и по переулкам… И окольничему Михаилу велено быть у зелейнова дела».
В апреле 1604 году М. М. Салтыков был назначен Разрядным приказом командовать нарядом (артиллерией) «в большом тулском разряде». Осенью того же года был послан на усиление царского войска в Путивль, служил там вместе с «изменниками» — князем В. Мосальским и Б. Сутуповым, но к их заговору против Бориса Годунова не примкнул и отказался приносить присягу на верность самозванцу Григорию Отрепьеву (Лжедмитрий I). Из-за этого навлек на себя гнев путивлян, они привели воеводу к самозванцу на веревке, привязанной к его бороде. В конце концов, Михаил Салтыков вынужден был целовать крест на верность Лжедмитрию.
В 1608 году окольничий и воевода Михаил Михайлович Салтыков, постригшись перед смертью в монахи и приняв схиму. Оставил после себя потомство, включая сыновей Бориса и Михаила, которые заправляли делами на Москве во время отрочества Михаила Фёдоровича, их двоюродного брата.
Михаил Михайлович Салтыков — троюродный брат Михаила Глебовича Салтыкова по прозвищу Кривой — одного из заговорщиков против Лжедмитрия I, возглавлявшего наиболее пропольски настроенную часть тушинского лагеря.
Был женат на сестре Ксении Ивановны Шестовой и имел сыновей Бориса и Михаила.